# Церковь Святого Килиана (Изерлон)
Церковь Святого Килиана (нем. St. Kilian) — римско-католическая церковь в районе Летмате (нем. Letmathe) города Изерлон, земля Северный Рейн — Вестфалия, Германия. Освящена в честь священномученика Франконии Святого Килиана. Здание церкви является самым крупным в районе Меркиш и выступает штаб-квартирой (резиденцией) местного объединению «Pastoralverbund». Среди горожан церковь известна как «Килиансдом» (нем. Kiliansdom) или «Леннедом» (нем. Lennedom).

## История и описание
Исследователи полагали, что некоторые фрагменты предыдущей церкви, стоявшей на месте современного здания и разрушенной в 1914 году, были построены ранее XIV века. Закладка первого камня в основание современного церковного здания, постройка которого была завершена в 1917 году, состоялась 12 июля 1914 года; при этом строительные работы были отчасти отложены в связи с началом Первой мировой войны. Проект здания в «рейнской традиции» был выполнен ахенским архитектором Йозефом Бухкремером (Joseph Buchkremer, 1864—1949). В итоге, церковь была освящена епископом Падерборна Генрихом Хелингом фон Лансенауэром (Heinrich Haehling von Lanzenauer) 11 ноября 1917 года.
Церковь Святого Килиана была построена из местного песчаника, известного как нем. Westhofener Sandstein: снаружи здание представляет собой сооружение из рустованного камня (камня, отёсанный «под шубу»), в то время как внутри стены отшлифованы. Основной зал церкви разделен на три нефа. На северо-западной стороне имеется башня высотой в 73 метра, из которых шпиль составляет 19. Портал церкви выполнен в виде башни.
В 1978 году церковь Святого Килиана подверглась существенной реконструкции: ремонт требовался прежде всего экстерьеру здания, так как песчаник длительное время подвергался воздействию погодных явлений. Интерьер церкви также был восстановлен и несколько переделан — дабы адаптировать его к реформам, принятым на Втором Ватиканском соборе. Исполнителем работ по обновлению церкви стал местный архитектор Генрих Штигеманн (Heinrich Stiegemann, 1909—1989), активно сотрудничавший с общиной Падерборна.
В церкви имеются четыре литые стальные колокола, изготовленные фирмой «Bochumer Verein» (Бохум) в 1948 году. К столетнему юбилею, в 2017 году, общиной церкви были дополнительно приобретены два небольших бронзовых колокола. Орган церкви Святого Килиана был построен в 1938 году по проекту Антона Фейта (нем. Anton Feith, 1872—1929); инструмент был отремонтирован компанией «Westfälischer Orgelbau S. Sauer» (Хёкстер) в 1979 году. В 2001 году органу вновь потребовался ремонт, который был выполнен фирмой «Gebrüder Stockmann» (Верль).